# Huddersfield Town
Huddersfield Town (offiziell: Huddersfield Town Association Football Club) ist ein englischer Fußballverein aus der Stadt Huddersfield in der Grafschaft Yorkshire und wurde 1908 gegründet. Den Großteil seiner Vereinsgeschichte verbrachte er in den beiden oberen Ligen des Landes. 2017/18 und 2018/19 spielte der Klub in der obersten Spielklasse des englischen Fußballs, der Premier League.
Seine erfolgreichste Zeit hatte Huddersfield Town in den 1920er Jahren, in denen man dreimal in Folge Meister und zweimal Vizemeister wurde, außerdem gewann der Verein den FA Cup. An seine früheren Erfolge konnte er lange Zeit nicht anknüpfen und verharrte in den unteren Ligen des englischen Fußballsystems.
Spitzname der Mannschaft ist The Terriers. Der Club spielt traditionell in blau-weiß vertikal-gestreiften Trikots und weißen Shorts. Die Heimspiele werden seit 1994 im John Smith’s Stadium ausgetragen, bis dahin war Leeds Road ihre Heimstätte.

## Vereinsgeschichte
Huddersfield wurde 1910 in die englische Football League aufgenommen und gewann als erster Verein in drei aufeinander folgenden Jahren die englische Meisterschaft (1923/24, 1924/25, 1925/26) unter Manager Herbert Chapman. The Terriers gewannen am 29. April 1922 auch den FA Cup (1:0 gegen Preston North End) und im selben Jahr den Charity Shield. Zwischen den Weltkriegen war man außerdem noch vier weitere Male im FA-Cup-Endspiel (1920, 1928, 1930, 1938), ohne jedoch den Pokal zu gewinnen. Nachdem Huddersfield Town mehr als die ersten sechzig Jahre seiner Ligazugehörigkeit stets erst- oder zweitklassig gewesen war, stieg man 1973 erstmals in die Third Division ab. 1975 folgte sogar der Abstieg in die Viertklassigkeit.
Früher spielte man im traditionellen Stadion an der Leeds Road, in dem am 27. Februar 1932 im FA-Cup-Spiel gegen den FC Arsenal mit 67.037 Zuschauern der bis heutige gültige Vereinsrekord aufgestellt wurde. 1994 folgte der Umzug in das modernere, aber deutlich kleinere Alfred McAlpine Stadium, das später in John Smith’s Stadium umbenannt wurde.
In der Spielzeit 2005/06 belegte die Mannschaft in der Football League One Platz vier und erreichte so die Play-off-Spiele um den Aufstieg in die Football League Championship. Trotz eines 1:0-Auswärtssieges beim FC Barnsley schied das Team im Halbfinale aus, da das Rückspiel auf eigenem Platz mit 1:3 verloren wurde.
Am 9. November 2015 verpflichtete die Vereinsführung den Deutsch-Amerikaner David Wagner als Nachfolger für den zuvor entlassenen Trainer Chris Powell. Wagner ist der erste Trainer des Vereins, der außerhalb Großbritanniens geboren wurde. Die neue Spielphilosophie des Trainers wurde in der englischen Presse als „The Wagner-Revolution“ oder „Klopp-Klon“ betitelt. Die Saison 2015/16 beendete Huddersfield Town auf dem 19. Platz und sicherte sich dadurch den Klassenerhalt. Zu Beginn und im Verlauf der folgenden Saison 2016/17 wurden insgesamt sechs deutschstämmige Spieler sowie ein Slowene, der zuvor bei Wagners vorheriger Mannschaft Borussia Dortmund II gespielt hatte, verpflichtet.
Durch einen 4:3-Sieg nach Elfmeterschießen gegen den FC Reading im Play-off-Finalspiel am 29. Mai 2017 und dem damit verbundenen Aufstieg in die Premier League 2017/18 kehrte der Verein nach 45 Jahren wieder in die oberste Spielklasse Englands zurück. Neben Trainer Wagner standen auch fünf deutschstämmige Spieler im Kader des Finales. Christopher Schindler verwandelte den entscheidenden Elfmeter, nachdem Danny Ward zuvor zwei Elfmeter pariert hatte. Am Ende der Saison erreichte die Mannschaft mit Platz 16 den Klassenerhalt in der Premier League.
In der folgenden Saison, 2018/19 war jedoch bereits nach dem 32. Spieltag der Abstieg besiegelt. Auch der zwischenzeitig verpflichtete Ersatz für Cheftrainer Wagner, Jan Siewert, konnte Huddersfield, das seit Saisonbeginn im Abstiegskampf steckte, nicht mehr retten. Seit Derby County in der Saison 2007/08 stand keine Mannschaft mehr so früh als Absteiger fest.
Nach zwei durchwachsenen Spielzeiten in der zweiten Liga mit dem achtzehnten und dem zwanzigsten Tabellenplatz, steigerte sich die Mannschaft in der zweiten Saison unter dem seit Juli 2020 amtierenden Trainer Carlos Corberán deutlich und Huddersfield verbrachte die Hinrunde im oberen Tabellendrittel. Gesteigert wurde dieser Erfolg in der Rückrunde in der die Mannschaft die meisten Punkte aller 24 Zweitligateams sammelte und die EFL Championship 2021/22 als Tabellendritter beendete. Durch diese Platzierung für die Aufstiegs-Play-offs qualifiziert, setzte sich der Verein im Halbfinale mit 1:1 und 1:0 gegen den Sechsten Luton Town durch und zog somit in das Finale in Wembley ein. Im Finale vor 80.019 Zuschauern verlor Huddersfield mit 0:1 gegen Nottingham Forest und verpasste damit die Rückkehr in die Premier League.
Anfang Juli 2022 erklärte Carlos Corberán aufgrund der Transferpolitik des Vereins seinen Rücktritt als Trainer von Huddersfield Town.

## Erfolge

### Liga
First Division
- Meister: 1924, 1925, 1926
- Vizemeister: 1927, 1928, 1934
- Dritter: 1923, 1936, 1954

Second Division
- Meister: 1970
- Vizemeister: 1920, 1953

EFL Championship
- Play-off-Sieger: 2016/17

Third Division
- Aufstieg: 1982/83
- Play-off-Sieger: 1994/95, 2011/12
- Play-off-Finalist: 2010/11
- Play-off-Halbfinalist: 1991/92, 2001/02, 2005/06, 2009/10

Fourth Division
- Meister: 1979/80
- Play-off-Sieger: 2003/04

### Pokal
FA Cup
- Gewinner: 1921/22
- Finale: 1919/20, 1927/28, 1929/30

League Cup
- Halbfinale: 1967/68

FA Charity Shield
- Gewinner: 1922

Football League Trophy
- Zweiter: 1993/94

Yorkshire Electricity Cup
- Gewinner: 1994–1995

## Ligazugehörigkeit
- 1910–1920: Football League Second Division
- 1920–1952: Football League First Division
- 1952–1953: Football League Second Division
- 1953–1956: Football League First Division
- 1956–1970: Football League Second Division
- 1970–1972: Football League First Division
- 1972–1973: Football League Second Division
- 1973–1975: Football League Third Division
- 1975–1980: Football League Fourth Division
- 1980–1983: Football League Third Division
- 1983–1988: Football League Second Division
- 1988–1992: Football League Third Division
- 1992–1995: Football League Second Division
- 1995–2001: Football League First Division
- 2001–2003: Football League Second Division
- 2003–2004: Football League Third Division
- 2004–2012: Football League One
- 2012–2017: Football League Championship / EFL Championship
- 2017–2019: Premier League
- 2019–2024: EFL Championship
- seit 2024: EFL League One

## Kader der Saison 2024/25
Stand: 6. Oktober 2024
| Nr. |            | Position | Name            |
| --- | ---------- | -------- | --------------- |
| 1   | England    | TW       | Lee Nicholls    |
| 2   | Danemark   | AB       | Lasse Sørensen  |
| 3   | England    | AB       | Josh Ruffels    |
| 4   | England    | AB       | Matty Pearson   |
| 5   | Polen      | AB       | Michał Helik    |
| 6   | England    | MF       | Jonathan Hogg   |
| 7   | Nordirland | ST       | Callum Marshall |
| 8   | England    | MF       | Ben Wiles       |
| 9   | Serbien    | ST       | Bojan Radulović |
| 10  | England    | ST       | Josh Koroma     |
| 11  | England    | ST       | Rhys Healey     |
| 12  | Wales      | TW       | Chris Maxwell   |
| 13  | Australien | TW       | Jacob Chapman   |
| 14  | England    | AB       | Mickel Miller   |

| Nr. |                | Position | Name           |
| --- | -------------- | -------- | -------------- |
| 15  | England        | AB       | Jaheim Headley |
| 16  | England        | MF       | Herbie Kane    |
| 17  | Nordirland     | AB       | Brodie Spencer |
| 18  | Nigeria        | MF       | David Kasumu   |
| 19  | England        | ST       | Freddie Ladapo |
| 20  | England        | AB       | Ollie Turton   |
| 21  | England        | MF       | Antony Evans   |
| 23  | Niederlande    | AB       | Nigel Lonwijk  |
| 24  | Suriname       | AB       | Radinio Balker |
| 25  | England        | ST       | Danny Ward     |
| 28  | England        | MF       | Tom Iorpenda   |
| 32  | England        | AB       | Tom Lees       |
| 41  | Irland         | MF       | Joe Hodgea     |
|     | Kongo Republik | AB       | Loick Ayina    |

## Bekannte ehemalige Spieler
- Juninho Bacuna
- Ned Barkas
- Jermaine Beckford
- Adrian Boothroyd
- Trevor Cherry
- Erik Durm
- Roy Goodall
- Steve Harper
- Michael Hefele
- Elias Kachunga
- Denis Law
- Jonas Lössl
- Chris Löwe
- Bill McGarry
- Steve Mounié
- Anthony Pilkington
- Collin Quaner
- Jordan Rhodes
- Christopher Schindler
- Danel Sinani
- Nahki Wells
- Ray Wilson

## Trainer
- Fred Walker (1908–1910)
- Dick Pudan (1910–1912)
- Arthur Fairclough (1912–1919)
- Ambrose Langley (1919–1921)
- Herbert Chapman (1921–1925)
- Cecil Potter (1925–1926)
- Jack Chaplin (1926–1929)
- Clem Stephenson (1929–1942)
- Ted Magner (1942–1943)
- David Steele (1943–1947)
- George Stephenson (1947–1952)
- Andy Beattie (1952–1956)
- Bill Shankly (1956–1959)
- Eddie Boot (1959–1964)
- Tom Johnston (1964–1968)
- Ian Greaves (1968–1974)
- Bobby Collins (1974–1975)
- Tom Johnston (1975–1977)
- John Haselden (1977)
- Tom Johnston (1977–1978)
- Mick Buxton (1978–1986)
- Steve Smith (1986–1987)
- Malcolm Macdonald (1987–1988)
- Eoin Hand (1988–1992)
- Ian Ross (1992–1993)
- Neil Warnock (1993–1995)
- Brian Horton (1995–1997)
- Peter Jackson (1997–1999)
- Steve Bruce (1999–2000)
- Lou Macari (2000–2002)
- Mick Wadsworth (2002–2003)
- Peter Jackson (2003–2007)
- Andy Ritchie (2007–2008)
- Stan Ternent (2008)
- Lee Clark (2008–2012)
- Simon Grayson (2012–2013)
- Mark Robins (2013–2014)
- Chris Powell (2014–2015)
- David Wagner (2015–2019)
- Jan Siewert (2019)
- Danny Cowley (2019–2020)
- Carlos Corberán (2020–2022)
- Danny Schofield (2022)
- Mark Fotheringham (2022–2023)
- Neil Warnock (2023)
- Darren Moore (2023–2024)
- André Breitenreiter (2024)
- Michael Duff (2024–2025)
- Lee Grant (seit 2025)